# بيرسي جونز (عازف باس)
بيرسي جونز (بالإنجليزية: Percy Jones)‏ (و. 1947  م) هو عازف بيس، وعازف قيثارة، وعازف جاز، وموسيقي ويلزي، ولد في ويلز، يستخدم آلات قيثارة.

## التعليم
تعلم في جامعة ليفربول.

## روابط خارجية
- بيرسي جونز على موقع IMDb (الإنجليزية)
- بيرسي جونز على موقع ميوزك برينز (الإنجليزية)
- بيرسي جونز على موقع أول ميوزيك (الإنجليزية)
- بيرسي جونز على موقع ديسكوغز (الإنجليزية)